# Персики з вершками
Персики з вершками готують, поливаючи нарізані персики невеликою кількістю вершків Їх також можна приготувати, додавши ложку збитих вершків поверх нарізаних персиків. Зазвичай їх подають як десерт, але можна подати й на сніданок. Воні популярні у США (особливо на півдні) та в інших країнах. Традиційно подається влітку, коли сезон персиків.
Іноді його подають у кіосках з морозивом і в кафе-морозиво. Деякі види твердих цукерок, наприклад Creme Savers (американський бренд твердих і м'яких цукерок у формі кільця), також мають персиково-вершковий смак.